# Žid
Žid (russisch Жид) ist ein bis in das Altslawische zurückreichendes Religionym (auf der Religion basierende Bezeichnung eines Volkes) und in den meisten slawischen Sprachen bis heute der reguläre Ausdruck für „Juden“. Nur im russischsprachigen Raum hat das Wort mit der Regentschaft Katharinas der Großen seine reguläre und neutrale Stellung eingebüßt, denn im Januar 1780 hörte dieser Ausdruck im Russischen auf, die Juden regulär zu bezeichnen. Fortan war nicht länger von den Židy, sondern nur noch von den Evrei („Hebräern“; ein Ethnonym bzw. die Bezeichnung für Jüdischstämmige und Juden als eine ethnische Gruppe) die Rede. Die seit dem Babylonischen Exil übliche Bezeichnung verlor ihre Funktion in der russischen Gesetzgebung, weil es der Herrscherin darum zu tun war, die seit Peter dem Großen in Russland unerwünschten Juden nach den Teilungen Polens und der Errichtung des Ansiedlungsrayons im Kernraum des damaligen Ostjudentums steuerlich mit einem neuen Rechtstitel zu versehen. Neben Juden wurden auch neu zu unterscheidende Gruppen von Kaufleuten in denselben Wochen umbenannt. In den 1930er Jahren hatte dann unter Stalin dieser bereits seit Katharina ausrangierte einstige Rechtstitel (vor Januar 1780) jedweden Anspruch verloren, Juden neutral zu bezeichnen, das Ethnonym Evrei als Bezeichnung für eine Volksgruppe blieb aber weiterhin bestehen.
Bis heute ist der Ausdruck Žid im Russischen deshalb ein anderer als im Belarussischen, Ukrainischen oder Polnischen. Obwohl er lautlich identisch zu sein scheint, ist seine Bedeutung im Ukrainischen und Belarussischen regulär, im modernen Russischen ausschließlich pejorativ.
Der Ausdruck wurde auf Russisch seit dem 19. Jahrhundert als pejorativ betrachtet, während er im Belarussischen oder Ukrainischen bis zur Errichtung der Sowjetunion um 1920 neutral blieb (und in der Westukraine noch länger, bis in die Nachkriegszeit). Der Ausdruck bleibt in westslawischen Sprachen (Polnisch, Tschechisch usw.) sowie in Ungarisch und Ruthenisch neutral.
Das Sowjetregime nahm starken Bezug auf das Ethnonym Evrei und betrachtete die Sowjetbürger mit nachweislich jüdischer Abstammung als Angehörige einer gesonderten Nationalität; die Bezeichnung Evrei (Hebräer) findet sich daher in den Geburtsurkunden, Pässen und Wehrdienstausweisen aller jüdisch-stämmigen Sowjetbürger, auch in den Nachfolgestaaten der Sowjetunion.